# Shawn Phillips
Pour les articles homonymes, voir Phillips.
Ne doit pas être confondu avec Shaun Phillips ou Sean Phillips.
Shawn Phillips, né le 3 février 1943 à Fort Worth au Texas, est un chanteur et guitariste folk rock, principalement influent dans les années 1960 et 1970. Il est le fils de l'auteur de romans d'espionnage James Atlee Phillips (et neveu de David Atlee Phillips (en), qui était un officier de la CIA). Sa mère décède lorsqu'il a treize ans.
Phillips a enregistré une vingtaine d'albums et a travaillé avec plusieurs musiciens y compris Donovan, Paul Buckmaster, J. Peter Robinson, Eric Clapton, Steve Winwood et Bernie Taupin. Sa musique touche plusieurs genres tels le folk rock, le jazz, le rock progressif, la pop et même le classique, comme le démontrent les pièces Remedial Interruption et F Sharp Splendor sur Second Contribution. Ce chanteur-compositeur a été décrit, par l'imprésario Bill Graham, comme étant « le secret le mieux gardé dans l'industrie de la musique ». Guitariste efficace, il possède aussi un registre vocal de plus de quatre octaves.

## Biographie
En 1958, il prend des cours de sitar du virtuose indien Ravi Shankar. À son départ de la US Navy, il joue avec Delbert McClinton et son groupe The Straitjackets. Il a enseigné sa technique sur la guitare 12 cordes à Joni Mitchell alors qu'elle travaillait comme serveuse en Saskatchewan.
En 1964, la maison de disques Capitol produit son premier album, I'm a Loner, sur lequel il est seul avec sa guitare Cet album sera réédité en 1965 sous le titre Favourite Things. Le deuxième, Shawn, sort en 1965 toujours sur disques Capitol, et fut aussi réédité en 1966 sous le titre First Impressions. Ces deux premiers albums ne connaissent qu'un succès limité. En 1966, il compose la musique de film de Run With the Wind du réalisateur Lindsay Shonteff. Phillips collabore avec Donovan Leitch, sur les albums Fairytale, Sunshine Superman et Mellow Yellow, jouant de la guitare, du sitar et comme compositeur et choriste. Sa collaboration avec Donovan se termine mal lorsque son nom n'apparaît pas sur quelques chansons qu'il aurait coécrites,. Il est choisi pour tenir le rôle principal dans la production originale de Jesus Christ Superstar mais le perd lorsqu'il ne peut s'entendre avec le producteur Robert Stigwood. En février 1969, Phillips a écrit et réalisé, avec The Djinn, la musique pour la pièce controversée de Jane Arden (en), Vagina Rex and the Gas Oven au Arts Lab à Londres.
Phillips est actif dans le milieu de la musique folk de Los Angeles et du Greenwich Village à New York mais son pied-à-terre est à Londres. En 1967, son visa de travail échu, Phillips quitte l'Angleterre pour déménager temporairement à Positano, en Italie, mais il s'y plait tellement qu'il y reste tout au long des années 1970. Pendant cette décennie, il enregistre dix albums qui ne contiennent habituellement que des compositions originales. Contribution, Second Contribution, (duquel sont tirées les chansons The Ballad of Casey Deiss et She Was Waiting For Her Mother At the Station in Torino and You Know I Love You Baby But It's Getting Too Heavy To Laugh mieux connue avec le titre Woman), Collaboration et Faces seront les disques les plus populaires de sa carrière. Le 29 août 1970, il effectue une courte apparition surprise au festival de l'île de Wight et, toujours la même année, il participe à l'album Into The Fire du groupe Wynder K. Frog avec l'organiste Mick Weaver (en), pour lequel il joue la guitare et chante sur la pièce Eddie's Tune qu'il a coécrite,.
Les années 1980 voient une baisse d'intérêt pour la musique de Phillips mais il continue de faire des tournées. Il enregistre un album en 1983, Beyond Here Be Dragons, avec les synthétiseurs de Michael Hoenig de Tangerine Dream et Agitation Free. Il vit à Montréal pour quelques années au début des années 1980. Pendant les années 1990, sont publiés sur CD, trois différentes compilations des succès de l'auteur-compositeur-interprète mais, encore une fois, il ne publie qu'un seul album de nouvelles compositions, The Truth if it Kills produit par Michel Lefrançois (qui a joué pour le groupe rock progressif Maneige) et enregistré au Québec avec la participation de plusieurs musiciens locaux. À propos de cet album, Phillips a dit en entrevue ; « Le producteur Michel Lefrançois, n'a pas respecté ma vision ». Il a par la suite placé une injonction légale afin que l'album ne paraisse pas ailleurs qu'au Québec. En 1989, il enregistre avec un système appelé « Infinity Device » comprenant des synthétiseurs analogiques, mais non MIDI, avec des modules pour batterie. Jouant seul ou accompagné d'Elmo Peeler. Ces enregistrements resteront inédits jusqu'en 2015 lorsqu'ils seront publiés sur l'album Infinity.

En 1994, il commence une formation de soins paramédicaux, avant d'être ambulancier chez Urgences-santé au centre-ville de Montréal. Le 15 novembre 1994, il subit un quadruple pontage cardiaque. Comme il l'explique dans les notes de son album compilation Another Contribution : « Quarante-deux ans de nourriture grasse et de cigarettes m'ont finalement rattrapé ».

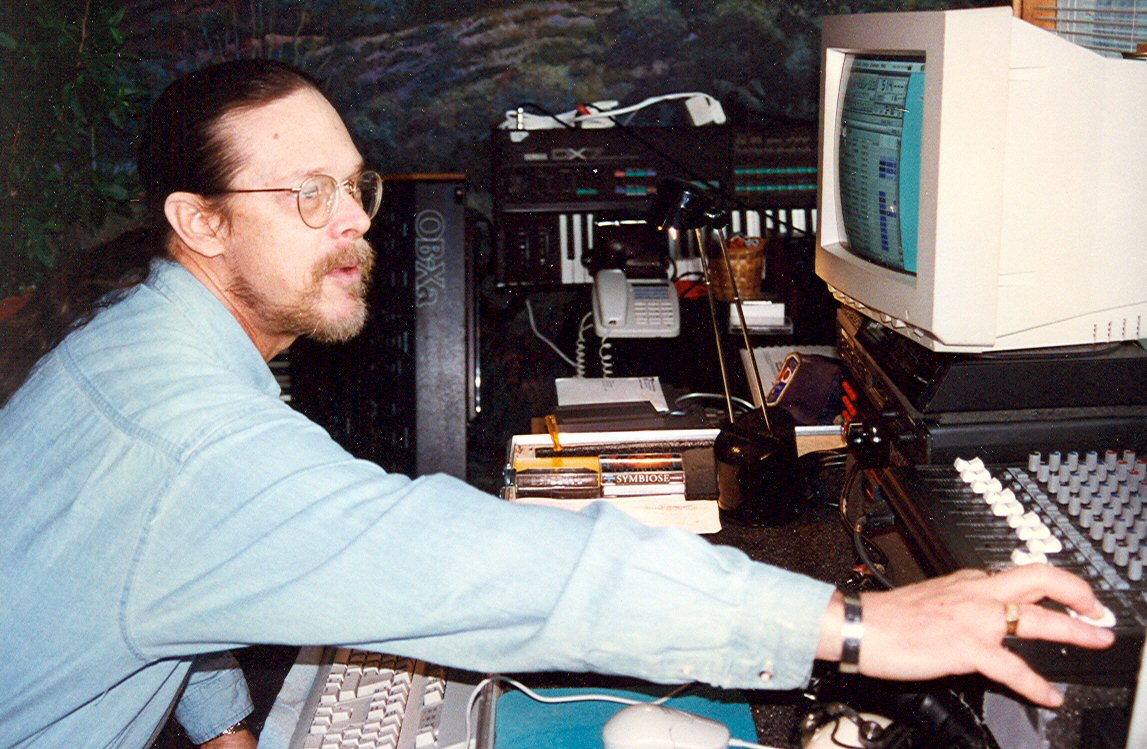
Shawn Phillips dans son studio.

Sorti en 2002, l'album studio No Category met en vedette ses collaborateurs de longue date Paul Buckmaster et J. Peter Robinson. En 2007, il sort son premier album enregistré devant public, Living Contribution, simultanément à un DVD portant le même titre, enregistré au Kirstenbosch Garden du Cap, en Afrique du Sud. En 2009 est publié un album enregistré en direct des studios de la BBC, les 10 mai 1971, 19 mars 1973 et 8 octobre 1974. On y entend Phillips seul à la guitare ou accompagné d'un groupe, Tony Walmsley (guitare), J. Peter Robinson (claviers), John Gustafson (basse), Barry De Souza (batterie),. Dans les années 1970, Robinson, Gustafson et De Souza avaient déjà accompagné Phillips, avec le guitariste Caleb Quaye, en tournée pour promouvoir l'album Second Contribution, passant entre autres par la Place des Arts de Montréal.
Le 3 juin 2011, il est invité sur scène (avec Jimmy Page) par Donovan, accompagnés d'un orchestre symphonique, pour un spectacle au Royal Albert Hall de Londres soulignant le 45e anniversaire de la sortie de l'album Sunshine Superman.
En 2012, il sort un album à tirage limité de 500 copies intitulé Reflections, comprenant des reprises de ses chansons jouées en solo avec sa guitare acoustique. En 2013, l'album Perspectives a été publié grâce à une levée de fonds publics. Cet album double comprend 20 nouvelles chansons majoritairement enregistrées en Afrique du Sud avec des musiciens locaux. Sur deux autres chansons, enregistrées à Montréal, il est accompagné par le groupe The NexXx (Hélène McKenzie a écrit des paroles en français et chante avec Phillips sur sa chanson Storm datant de 1965). Finalement, trois chansons ont été enregistrées à Los Angeles en 2002, lors des séances pour l'album No Category produites par Paul Buckmaster,,.
Un nouvel album, Continuance, a été enregistré dans les Studios Roselane à Carpinteria en Californie avec, entre autres, Brockett Parsons (claviériste de Lady Gaga), mixé par Joe Primeau (REO Speedwagon, Anvil) et masterisé par Chas Ferry qui est sorti à l'automne 2017.

## Vie personnelle
Lors de son service dans la Navy, il est formé comme pompier spécialisé aux incendies de matières dangereuses et toxiques. Dans les années 1990, après son opération cardiaque, il s'installe à Spicewood au Texas et il devient pompier volontaire du Pedernales Emergency Services.
Shawn Phillips a vécu à Port Elizabeth (Afrique du Sud) avec son épouse Juliette et leur fils Liam. Il a partagé son temps entre l'écriture, les tournées et son travail comme un technicien d'urgence médicale (EMT), pompier volontaire et 1er officier, navigateur et spécialiste de sauvetage en mer avec le National Sea Rescue Institute of South Africa (NSRI). À l'été 2016, Shawn Phillips retourne vivre aux États-Unis[réf. nécessaire].

## Discographie

### Albums studio
- I'm A Loner (Capitol - 1964) - Réédité sous le titre Favourite Things en 1965
- Shawn (Capitol - 1965) - Réédité sous le titre First Impressions en 1966
- Contribution (A&M - 1970)
- Second Contribution (A&M - 1970) US #208
- Collaboration (A&M - 1971)
- Faces (A&M - 1972) US #57
- Bright White (A&M - 1973) US #72
- Furthermore (A&M - 1974), A&M Records US #50
- Do You Wonder (A&M - 1974) US #101
- Rumplestiltskin's Resolve (A&M - 1975) US #201
- Spaced (A&M - 1977)
- Transcendence (RCA/BMG - 1978)
- Beyond Here Be Dragons (Chameleon - 1983)
- The Truth If It Kills (Imagine - 1994) - Publié au Québec seulement
- No Category (Fat Jack - 2002)
- Living Contribution: Both Sides (2007) - Album double
- Reflections (2012) - Édition limitée à 500 copies
- Perspectives (2013) - Album double
- Infinity (Varèse Sarabande - 2014, enregistré en 1989[16])
- Continuance (2017)

### Albums en concerts
- Living Contribution - Both Sides (Sheer Sound - 2007)
- At The BBC (Hux Records - 2009)
- Live in the 70's (TLAK records - 2022)

### Compilation
- Best of Shawn Phillips (A&M (Canada) - 1990) - Publiée au Canada
- The Best of Shawn Phillips: The A&M Years (A&M - 1992)
- Another Contribution: Anthology (A&M - 1995)
- Contribution/Second Contribution (Gott Discs - 2004)

### Singles
- Cloudy Summer Afternoon / The (New) Frankie & Johnnie (Ascot 2152 – 1964)
- Hey Nelly Nelly / Solitude (Columbia DB7611 – 1965)
- Doesn't Anybody Know My Name / Nobody Listens (Columbia DB7699 – 1965)
- Little Tin Soldier / London Town (Columbia DB7789 – 1965)
- Summer Came / Storm (Columbia DB7956 – 1966)
- Woman Mine / Stargazer (Parlophone R5606 – 1967)
- A Christmas Song[n 7] / Lovely Lady  (A&M 819 – 1970)
- We / L Ballad (A&M 1402 – 1972)
- Anello (Where Are You) (A&M Records 1435 – 1972)[n 8],[26]
- Lost Horizon[n 9],[27] / Landscape (A&M 1405 – 1973)[n 10]
- Dream Queen / Bright White (A&M 1482 – 1973)
- Hey, Miss Lonely / Anello (Where Are You (A&M 1435 – 1973)
- Salty Tears / All the Kings and Castles (A&M 1507 – 1974)
- Summer Vignette / Do You Wonder (A&M 1750 – 1975)
- One Way Ticket (IMS-2037 – 1995)

## Collaborations
Album (année de parution) / Artiste ou groupe : Contributions
- Fairytale (1965) / Donovan : Guitare 12 cordes sur les chansons Summer Day Reflection Song et Jersey Thursday et auteur de The Little Tin Soldier[28].
- Sunshine Superman (1966) / Donovan : Sitar sur 6 chansons et coauteur de Season Of The Witch (non crédité)[29].
- Mellow Yellow (1967) / Donovan : Sitar sur Sunny South Kensington[30].
- Into The Fire (1970) / Wynder K. Frog : Coauteur, chant et guitare sur la chanson Eddie's Tune.
- Taupin (en) (1971) / Bernie Taupin : Coauteur de To a Grandfather, Today's Hero, Ratcatcher et The Visitor, sitar, guitare électrique, guitares acoustiques 6 et 12 cordes, koto, chant[31].
- Say No More (en) (1971) / Linda Lewis : Guitare[32].
- Gilbert Montagne (1971) / Gilbert Montagne : Guitare[33].
- New York Rock (1973) / Michael Kamen : Coauteur de Hot as the Sun et Indian Summer[34].
- Keys (1981) / Light : Chant sur It's For You Part I et It's For You Part II[35].